# Hieracium lugae-pljussae
Hieracium lugae-pljussae là một loài thực vật có hoa trong họ Cúc. Loài này được Sennikov mô tả khoa học đầu tiên năm 1995.